# Heterophallus rachovii
Heterophallus rachovii är en fiskart som beskrevs av Regan, 1914. Heterophallus rachovii ingår i släktet Heterophallus och familjen Poeciliidae. Inga underarter finns listade i Catalogue of Life.